# Густав Путцендоплер
Густав Путцендоплер (нім. Gustav Putzendopler, 1893–1969) — австрійський футболіст, що грав на позиції півзахисника.
Виступав, зокрема, за клуби «Рапід» (Відень) і «Базель», а також національну збірну Австрії. П'ятиразовий чемпіон Австрії і дворазовий володар Кубка Австрії.

## Клубна кар'єра
У дорослому футболі дебютував 1912 року виступами за команду клубу «Рапід» (Відень), кольори якої захищав до 1920 року. За цей час п'ять разів виборював титул чемпіона Австрії, хоча гравцем основи команди був лише у двох останніх сезонах у команді — 1918-19 (18 матчів) і 1919-20 (19 матчів) років. Двічі ставав володарем Кубка Австрії. Загалом у кубку зіграв 6 матчів у 1918—1920 роках.
З 1920 по 1927 рік грав за швейцарський клуб «Базель».

## Виступи за збірну
1919 року дебютував в офіційних матчах у складі національної збірної Австрії. Зіграв за команду два матчі, обидва проти збірної Угорщини.
Також у 1919 році зіграв один матч за збірну Відня, у матчі проти збірної Берліна, що завершився перемогою австрійської команди з рахунком 5:1.

## Кар'єра тренера
Тренерську кар'єру розпочав у французькій команді «Мюлуз», з якою працював у 1927—1928 роках. У сезоні 1930—1931 очолював клуб «Базель».

## Титули і досягнення
- Чемпіон Австрії (5):

«Рапід» (Відень): 1912–1913, 1915–1916, 1916–1917, 1918–1919, 1919–1920
- Володар Кубка Австрії (2):

«Рапід» (Відень): 1918–1919, 1919–1920